# Karl XI của Thụy Điển
Karl XI Vasa, còn gọi là Carl XI, tiếng Thụy Điển: Karl XI (24 tháng 12 năm 1655 – 5 tháng 4 năm 1697theo Lịch cũ) là vua nước Thụy Điển từ năm 1660 tới khi qua đời, vào thời đại được gọi là "Đế quốc Thụy Điển" (1611–1718) trong suốt bề dày lịch sử Thụy Điển. Cùng với vua Gustav II Adolf, ông là một trong những vị vua vĩ đại của Đế quốc Thụy Điển lừng lẫy vào thế kỷ XVII.
Vương tử Karl là con trai duy nhất của vua Thụy Điển Karl X Gustav và Vương hậu Hedwig Eleonora xứ Holstein-Gottorp. Khi ông năm tuổi, vua cha Karl XI qua đời; do đó, các Thống đốc đã dạy dỗ ông cho tới khi ông làm lễ gia miện ở tuổi 17. Ít lâu sau đó, ông buộc lòng phải thân chinh đánh giặc, nhằm bảo vệ quyền thống trị của Đế quốc Thụy Điển đối với những vùng đất vừa chiếm được từ tay quân Đan Mạch trong cuộc chiến tranh Skåne. Sau khi đánh thắng quân Đan Mạch, ông ca khúc khải hoàn trở về kinh thành Stockholm, và tập trung vào việc cải tổ những vấn đề vốn đã bị lãng quên trong nhiều năm chinh chiến: nền chính trị, kinh tế và tài chính đất nước, đưa đất nước vào cảnh thái bình thịnh trị trong suốt 20 năm cuối triều đại của ông.
Trong thời kỳ này, triều đình Thụy Điển đã thực hiện những thay đổi về thương mại, tài chính, hàng hải, quân sự, thủ tục pháp lý, uy quyền của Nhà thờ và giáo dục. Cũng như các bậc tiên vương, ông qua đời khi chưa được già, và con trai duy nhất của ông là vua Karl XII lên nối ngôi - vị vua này đã thân chinh mang lực lượng Quân đội được huấn luyện tốt đẹp mà đánh biết bao trận chiến trên toàn cõi châu Âu.
Trên thực tế, vua Karl XI không phải là vị vua Thụy Điển thứ 11 có vương hiệu là Karl. Sau khi tìm hiểu về huyền sử Thụy Điển, các vua Erik XIV (1560 – 1568) và Karl IX (1604 – 1611) đã tự đánh số cho mình, do đó thân phụ ông lấy hiệu là Karl X. Đáng lẽ ra ông phải là Quốc vương Karl V của Thụy Điển. Và cho đến ngày nay cách đánh số này vẫn được sử dụng, với vị vua hiên tại của Thụy Điển là Carl XVI Gustaf.

## Tuổi trẻ của Karl XI
Vương tử Karl chào đời tại lâu đài Tre Kronor ở kinh đô Stockholm vào tháng 11 năm 1655. Ngay từ tháng 7 năm ấy, vua cha Karl X Gustav đã thân chinh tiến đánh Ba Lan (Chiến tranh Bắc Âu lần thứ hai), để lại Hoàng gia ở kinh đô. Sau nhiều năm chinh chiến, nhà vua trở về kinh đô vào mùa đông năm 1659, rồi triệu tập Hoàng gia và Riksdag Estates. Giữa tháng 1 năm 1660, nhà vua ngã bệnh; và, một tháng sau nhà vua ngự bút đoạn cuối cùng trong di chúc và dĩ nhiên là qua đời.
Vua cha Karl X đã giao phó Vương tử trẻ Karl cho các quan Nhiếp chính chăm sóc. Mẹ của ông là Vương hậu Hedwig Eleonora đứng đầu nhóm nhiếp chính cho đến khi vua Karl XI đích thân chấp chính vào ngày 18 tháng 12 năm 1672, nhưng bị không tham gia nhiều vào công việc trị quốc.

## Cuộc chiến tranh Skåne
Dưới triều vua Karl XI, tình hình châu Âu trở nên thất thường và Vương quốc Thụy Điển gặp rắc rối về tình chính. Do đó, các Nhiếp chính quan của ấu chúa quyết định tiến hành thỏa thuận và liên minh với nước Pháp vào năm 1671. Nhờ có liên minh Pháp - Thụy Điển, nếu có cuộc chiến tranh xảy ra, điều tất yếu là Thụy Điển sẽ không bị cô lập, và triều đình Pháp sẽ viện trợ giúp triều đình Thụy Điển cải thiện tài chính đất nước. Vào năm 1672, quân Pháp xâm lược Hà Lan, vào mùa xuân năm 1674, Thụy Điển bị buộc phải tham chiến, bằng việc phái một đội quân tiến đến Đức. Thống chế Karl Gustav Wrangel được bổ nhiệm làm Thống lĩnh của đội quân này.
Vương quốc Đan Mạch là một đồng minh của một số vua chúa ở Đức, và Thụy Điển có khả năng dấn mình vào một cuộc chiến tranh khác chống Đan Mạch. Để chống chiến tranh, Thủ tướng Nils Brahe đã chủ động đến kinh thành Copenhagen vào mùa xuân năm 1675, và cố gắng thuyết phục Vương nữ Đan Mạch là Ulrikke Eleonore đính hôn với nhà vua Thụy Điển. Giữa tháng 6 năm 1675, hai bên chính thức tiến hành thỏa thuận. Tuy nhiên, triều đình Thụy Điển đã nhận được một tin dữ: Quân Phổ - Brandenburg đập tan tác Quân đội Thụy Điển trong trận Fehrbellin, và do đó vua Đan Mạch là Christian V tuyên chiến với Đế quốc Thụy Điển vào tháng 9 năm đó.
Bấy giờ, chính nội bộ Hội đồng Cơ mật Thụy Điển lại có bất hòa, do đó, nhà vua đành phải đích thân chấp chính.

## Những năm tháng thái bình thịnh trị
Trong những năm tháng cuối đời, ông từ chối tham gia chiến tranh bằng việc giành quyền tự chủ trong quan hệ ngoại giao, không tham gia các liên minh trong khi ông cũng tiến hành xây dựng một nền kinh tế ổn định, và cải tổ Quân đội Thụy Điển. 20 năm ngồi trên ngai vàng cuối cùng của ông được xem là những năm tháng thái bình thịnh trị lâu dài nhất trong suốt chiều dài lịch sử của Đế quốc Thụy Điển (1611 – 1718).

## Di sản

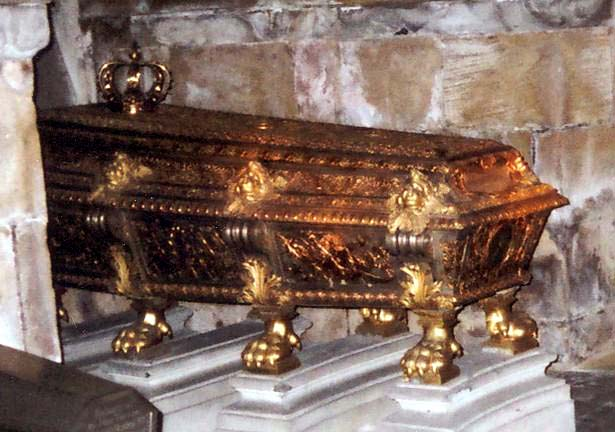
Quan tài của Karl XI tại Nhà thờ Riddarholm, Thụy Điển

Ở Vương quốc Thụy Điển, đôi khi ông được xem là vị vua vĩ đại nhất trong lịch sử đất nước, nhưng bị che khuất bởi những chiến công hiển hách của vua cha Karl X và vua con Karl XII. Trong nửa đầu thế kỷ XX, nhận định về ông có thay đổi, và ông bị phê phán là ông vua bù nhìn, thiếu quyết đoán hay nói cách khác là dễ chịu ảnh hưởng từ các quyền thần. Trong tư liệu gần đây nhất, tiểu sử Karl XII của Rystads vào năm 2003, ông lại được nhận định tổng quan là một vị vua quyết đoán, thông qua một loạt cải cách về kinh tế, cùng những thành tựu đưa tài chính Thụy Điển trở nên ổn định và Quân đội Thụy Điển trở nên hùng cường. Cùng năm đó, cuốn sách Acta Conventus Neo-Latini Cantabrigiensis ghi nhận ông là một trong những vị Quân vương kiệt xuất nhất của Vương quốc Thụy Điển. Ông, cũng như vua con Karl XI, là một trong những vị vua có bản lĩnh anh hùng nhất của Vương quốc Thụy Điển.

## Tổ phụ
| \| \| \| \| \| \| \| \| \| \| \| Johann I xứ Zweibrücken \| \| \| \| \| \| \| \| \| \| \| \| \| \| \| \| \| \| \| \| \| \| \| \| \| \| \| \| \| \| \| \| \| \| \| \| \| \| \| \| \| \| \| \| \| \| \| \| \| \| \| Johann Kasimir xứ Kleeburg \| \| \| \| \| \| \| \| \| \| \| \| \| \| \| \| \| \| \| \| \| \| \| \| \| \| \| \| \| \| \| \| \| \| \| \| \| \| \| \| \| \| \| \| \| \| \| \| \| \| \| \| \| \| \| \| \| \| \| \| Magdalena xứ Jülich-Cleves-Berg \| \| \| \| \| \| \| \| \| \| \| \| \| \| \| \| \| \| \| \| \| \| \| \| \| \| \| \| \| \| \| \| \| \| \| \| \| \| \| \| \| \| \| \| \| \| \| \| \| \| \| \| \| \| \| \| \| \| \| \| Karl X Gustav của Thụy Điển \| \| \| \| \| \| \| \| \| \| \| \| \| \| \| \| \| \| \| \| \| \| \| \| \| \| \| \| \| \| \| \| \| \| \| \| \| \| \| \| \| \| \| \| \| \| \| \| \| \| \| \| \| \| \| \| \| \| \| \| Karl IX của Thụy Điển (Vasa) \| \| \| \| \| \| \| \| \| \| \| \| \| \| \| \| \| \| \| \| \| \| \| \| \| \| \| \| \| \| \| \| \| \| \| \| \| \| \| \| \| \| \| \| \| \| \| \| \| \| \| \| \| \| \| \| \| \| \| \| Katarina của Thụy Điển \| \| \| \| \| \| \| \| \| \| \| \| \| \| \| \| \| \| \| \| \| \| \| \| \| \| \| \| \| \| \| \| \| \| \| \| \| \| \| \| \| \| \| \| \| \| \| \| \| \| \| \| \| \| \| \| \| \| \| \| Maria của Pfalz \| \| \| \| \| \| \| \| \| \| \| \| \| \| \| \| \| \| \| \| \| \| \| \| \| \| \| \| \| \| \| \| \| \| \| \| \| \| \| \| \| \| \| \| \| \| \| \| \| \| \| \| \| \| \| \| \| \| \| \| Karl XI của Thụy Điển \| \| \| \| \| \| \| \| \| \| \| \| \| \| \| \| \| \| \| \| \| \| \| \| \| \| \| \| \| \| \| \| \| \| \| \| \| \| \| \| \| \| \| \| \| \| \| \| \| \| \| \| \| \| \| \| \| \| \| \| Johann Adolf xứ Holstein-Gottorp \| \| \| \| \| \| \| \| \| \| \| \| \| \| \| \| \| \| \| \| \| \| \| \| \| \| \| \| \| \| \| \| \| \| \| \| \| \| \| \| \| \| \| \| \| \| \| \| \| \| \| \| \| \| \| \| \| \| \| \| Friedrich III xứ Holstein-Gottorp \| \| \| \| \| \| \| \| \| \| \| \| \| \| \| \| \| \| \| \| \| \| \| \| \| \| \| \| \| \| \| \| \| \| \| \| \| \| \| \| \| \| \| \| \| \| \| \| \| \| \| \| \| \| \| \| \| \| \| \| Augusta xứ Đan Mạch \| \| \| \| \| \| \| \| \| \| \| \| \| \| \| \| \| \| \| \| \| \| \| \| \| \| \| \| \| \| \| \| \| \| \| \| \| \| \| \| \| \| \| \| \| \| \| \| \| \| \| \| \| \| \| \| \| \| \| \| Hedwig Eleonora xứ Holstein-Gottorp \| \| \| \| \| \| \| \| \| \| \| \| \| \| \| \| \| \| \| \| \| \| \| \| \| \| \| \| \| \| \| \| \| \| \| \| \| \| \| \| \| \| \| \| \| \| \| \| \| \| \| \| \| \| \| \| \| \| \| \| Johann Georg I xứ Sachsen \| \| \| \| \| \| \| \| \| \| \| \| \| \| \| \| \| \| \| \| \| \| \| \| \| \| \| \| \| \| \| \| \| \| \| \| \| \| \| \| \| \| \| \| \| \| \| \| \| \| \| \| \| \| \| \| \| \| \| \| Maria Elisabeth xứ Sachsen \| \| \| \| \| \| \| \| \| \| \| \| \| \| \| \| \| \| \| \| \| \| \| \| \| \| \| \| \| \| \| \| \| \| \| \| \| \| \| \| \| \| \| \| \| \| \| \| \| \| \| \| \| \| \| \| \| \| \| \| Magdalena Sibylla xứ Phổ \| \| \| \| \| \| \| \| \| \| \| \| \| \| \| \| \| \| \| \| \| \| \| \| \| \| \| \| \| \| \| \| \| \| \| \| \| \| \| \| \| \| \| |                                     |  |  |  |  |  |  |  |  |                         |  |  |  |
| |                                     |  |  |  |  |  |  |  |  | Johann I xứ Zweibrücken |  |  |  |
| |                                     |  |  |  |  |  |  |  |  |                         |  |  |  |
| |                                     |  |  |  |  |  |  |  |  |                         |  |  |  |
| |                                     |  |  |  |  |  |  |  |  |                         |  |  |  |
| | Johann Kasimir xứ Kleeburg          |  |  |  |  |  |  |  |  |                         |  |  |  |
| |                                     |  |  |  |  |  |  |  |  |                         |  |  |  |
| |                                     |  |  |  |  |  |  |  |  |                         |  |  |  |
| |                                     |  |  |  |  |  |  |  |  |                         |  |  |  |
| | Magdalena xứ Jülich-Cleves-Berg     |  |  |  |  |  |  |  |  |                         |  |  |  |
| |                                     |  |  |  |  |  |  |  |  |                         |  |  |  |
| |                                     |  |  |  |  |  |  |  |  |                         |  |  |  |
| |                                     |  |  |  |  |  |  |  |  |                         |  |  |  |
| | Karl X Gustav của Thụy Điển         |  |  |  |  |  |  |  |  |                         |  |  |  |
| |                                     |  |  |  |  |  |  |  |  |                         |  |  |  |
| |                                     |  |  |  |  |  |  |  |  |                         |  |  |  |
| |                                     |  |  |  |  |  |  |  |  |                         |  |  |  |
| | Karl IX của Thụy Điển (Vasa)        |  |  |  |  |  |  |  |  |                         |  |  |  |
| |                                     |  |  |  |  |  |  |  |  |                         |  |  |  |
| |                                     |  |  |  |  |  |  |  |  |                         |  |  |  |
| |                                     |  |  |  |  |  |  |  |  |                         |  |  |  |
| | Katarina của Thụy Điển              |  |  |  |  |  |  |  |  |                         |  |  |  |
| |                                     |  |  |  |  |  |  |  |  |                         |  |  |  |
| |                                     |  |  |  |  |  |  |  |  |                         |  |  |  |
| |                                     |  |  |  |  |  |  |  |  |                         |  |  |  |
| | Maria của Pfalz                     |  |  |  |  |  |  |  |  |                         |  |  |  |
| |                                     |  |  |  |  |  |  |  |  |                         |  |  |  |
| |                                     |  |  |  |  |  |  |  |  |                         |  |  |  |
| |                                     |  |  |  |  |  |  |  |  |                         |  |  |  |
| | Karl XI của Thụy Điển               |  |  |  |  |  |  |  |  |                         |  |  |  |
| |                                     |  |  |  |  |  |  |  |  |                         |  |  |  |
| |                                     |  |  |  |  |  |  |  |  |                         |  |  |  |
| |                                     |  |  |  |  |  |  |  |  |                         |  |  |  |
| | Johann Adolf xứ Holstein-Gottorp    |  |  |  |  |  |  |  |  |                         |  |  |  |
| |                                     |  |  |  |  |  |  |  |  |                         |  |  |  |
| |                                     |  |  |  |  |  |  |  |  |                         |  |  |  |
| |                                     |  |  |  |  |  |  |  |  |                         |  |  |  |
| | Friedrich III xứ Holstein-Gottorp   |  |  |  |  |  |  |  |  |                         |  |  |  |
| |                                     |  |  |  |  |  |  |  |  |                         |  |  |  |
| |                                     |  |  |  |  |  |  |  |  |                         |  |  |  |
| |                                     |  |  |  |  |  |  |  |  |                         |  |  |  |
| | Augusta xứ Đan Mạch                 |  |  |  |  |  |  |  |  |                         |  |  |  |
| |                                     |  |  |  |  |  |  |  |  |                         |  |  |  |
| |                                     |  |  |  |  |  |  |  |  |                         |  |  |  |
| |                                     |  |  |  |  |  |  |  |  |                         |  |  |  |
| | Hedwig Eleonora xứ Holstein-Gottorp |  |  |  |  |  |  |  |  |                         |  |  |  |
| |                                     |  |  |  |  |  |  |  |  |                         |  |  |  |
| |                                     |  |  |  |  |  |  |  |  |                         |  |  |  |
| |                                     |  |  |  |  |  |  |  |  |                         |  |  |  |
| | Johann Georg I xứ Sachsen           |  |  |  |  |  |  |  |  |                         |  |  |  |
| |                                     |  |  |  |  |  |  |  |  |                         |  |  |  |
| |                                     |  |  |  |  |  |  |  |  |                         |  |  |  |
| |                                     |  |  |  |  |  |  |  |  |                         |  |  |  |
| | Maria Elisabeth xứ Sachsen          |  |  |  |  |  |  |  |  |                         |  |  |  |
| |                                     |  |  |  |  |  |  |  |  |                         |  |  |  |
| |                                     |  |  |  |  |  |  |  |  |                         |  |  |  |
| |                                     |  |  |  |  |  |  |  |  |                         |  |  |  |
| | Magdalena Sibylla xứ Phổ            |  |  |  |  |  |  |  |  |                         |  |  |  |
| |                                     |  |  |  |  |  |  |  |  |                         |  |  |  |
| |                                     |  |  |  |  |  |  |  |  |                         |  |  |  |